# Fractoluminescenza
La fractoluminescenza è l'emissione di luce che avviene quando si frattura un cristallo. A seconda della composizione atomica e molecolare del cristallo nella rottura può avvenire una separazione di carica tra le due parti, queste possono assumere cariche opposte e se la differenza di potenziale è abbastanza alta è possibile che si generi una scarica elettrica nel gas che separa le parti. La differenza di potenziale alla quale questa scarica avviene dipende dalle proprietà dielettriche del gas in cui il cristallo è immerso. La fractoluminescenza è un caso particolare dell'insieme delle meccanoluminescenze in cui dell'emissione di luce avviene a causa di un'azione meccanica su un solido.
Spesso la fractoluminescenza è confusa con la triboluminescenza che, a rigore, è un'emissione di luce dovuta allo sfregamento di due superfici ed è dovuta all'accumulo di carica elettrica che questa operazione produce.